# ديفيد تانر
ديفيد تانر (بالإنجليزية: David Tanner)‏ هو مدرب تجديف بريطاني، ولد في 29 ديسمبر 1947 في لندن في المملكة المتحدة.

## وصلات خارجية
- ديفيد تانر على موقع الاتحاد الدولي للتجديف (الإنجليزية)